# José María de Quesada y Bardalonga
José María de Quesada y Bardalonga (illa de León, 25 de gener de 1798 - Cadis, 3 de novembre de 1869) fou un marí espanyol, ministre durant el regnat d'Isabel II d'Espanya.

## Biografia
Fill d'un oficial del Ministeri de Marina d'Espanya, en 1811 va obtenir plaça de guardiamarina. En 1812 és destinat a la fragata Esmeralda i en 1813 és ascendit a alferes de fragata. En 1815 es va embarcar en el San Pedro de Alcántara i participà en l'expedició que va aixecar el bloqueig franco-britànic a l'estuari del Plata. En 1816 és ascendit a alferes de navili i el maig de 1823 a tinent de navili, però després de l'arribada dels Cent Mil Fills de Sant Lluís fou expulsat de l'Armada. Aleshores marxà als Estats Units, on va estudiar el disseny dels vaixells impulsats per hèlix. Va tornar a Espanya el 1837 recuperant tots els seus càrrecs i s'integrà a les drassanes civils de Palamós, on es dedicà a la construcció de fragates mercants i a fer viatges comercials a les Filipines i Àsia Oriental. En 1838 fou ascendit a capità de fragata i en 1847 a capità de navili.
Entre el 6 d'octubre de 1849 i 8 de març de 1852 va realitzar amb la fragata Ferrolana un viatge de circumnavegació que va partir des de Cadis amb rumb al Cap de Bona Esperança, per passar a l'Índic amb rumb a Manila, Macau, Wampoo, Hong Kong, Zamboanga, Batavia, Singapur, Pule Pangang, Calcuta, Sydney, Perth, El Callao, Guayaquil, Valparaíso, Montevideo, i finalment Cadis. A la seva tornada en 1852 fou guardonat amb la gran creu de l'Orde d'Isabel la Catòlica i li concediren la Comandància de l'Arsenal de la Carraca. En 1854 deixà el càrrec per motius de salut, però en 1855 fou ascendit a Cap d'Esquadra.
En gener de 1858 Francisco Javier de Istúriz el va nomenar ministre de Marina. Preocupat per la poca atenció que el govern prestava a les colònies, va enviar 2.000 soldats a Fernando Poo i a les guarnicions d'Indoxina. A la caiguda d'Istúriz Leopoldo O'Donnell el va mantenir en el seu càrrec, però per intrigues polítiques va dimitir el novembre de 1858. El mateix any fou nomenat senador vitalici, però no va prendre possessió del càrrec i va marxar cap a Cadis. En 1866 va demanar la baixa a l'exèrcit per motius de salut, i va morir l'any següent.